# 阿馬雷特
阿馬雷特是玻利維亞的城鎮，位於該國西部，由拉巴斯省負責管轄，距離首府拉巴斯250公里，海拔高度3,800米，每年平均降雨量約750毫米，2001年人口1,741。
15°14′S 68°58′W / 15.233°S 68.967°W